# Patrick Pohl
Patrick Pohl (* 8. Januar 1990 in Berlin) ist ein deutscher Eishockeyspieler, der seit 2024 bei den Rostock Piranhas aus der drittklassigen Oberliga unter Vertrag steht. In seiner Karriere bestritt Pohl mehr als 200 DEL-Spiele für die Eisbären Berlin, Grizzly Adams Wolfsburg, Hamburg Freezers und Schwenninger Wild Wings und mehr als 300 Spiele in der DEL2. Außerdem absolvierte er mehr als 40 Spiele für Juniorenteams der deutschen Eishockeynationalmannschaft.

## Karriere
Pohl begann seine Karriere im Nachwuchs der Berlin Capitals. Dort durchlief er sämtliche Jugendabteilungen und wurde 2003 Deutscher Meister und 2005 Deutscher Vizemeister in der Schülerbundesliga, bis er in die DNL-Mannschaft der Eisbären Berlin wechselte. Bei den Junioren gehörte der Linksschütze zu den punktbesten Spielern im Team, so erzielte er in insgesamt 106 Partien 103 Scorerpunkte. Seit der Saison 2007/08 war er für die Eisbären Juniors Berlin in der Oberliga aktiv.

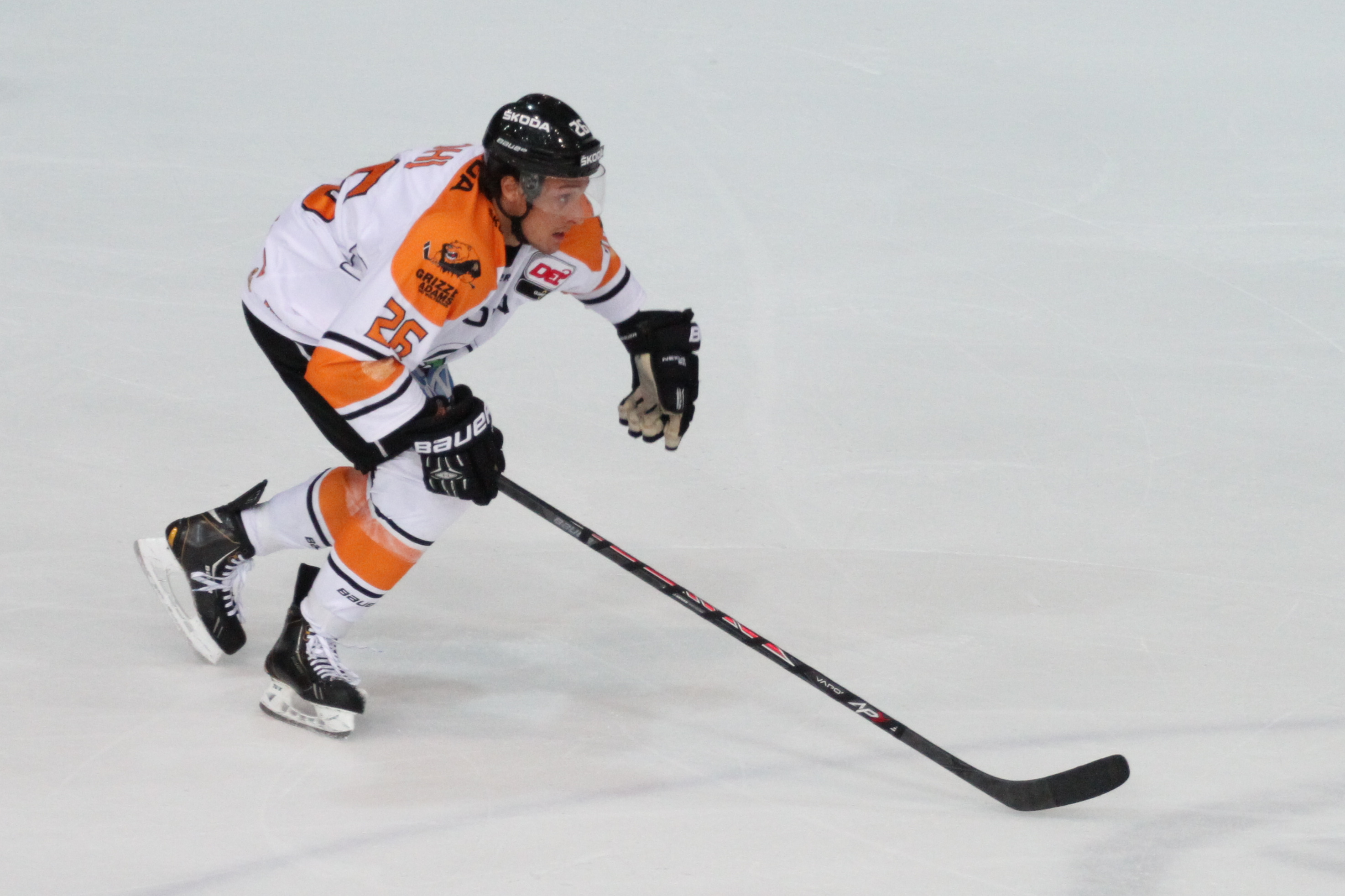
Pohl im Trikot der Grizzly Adams Wolfsburg (2013)

Während der Spielzeit 2008/09 wurde Pohl vom Trainerstab der Eisbären Berlin erstmals in die Profimannschaft einberufen. In der Saison 2009/10 spielte er außerdem mit einer Förderlizenz bei den Dresdner Eislöwen in der 2. Bundesliga. Nachdem die Kooperation mit den Eislöwen aufgehoben wurde, ging die Förderlizenz an die Eispiraten Crimmitschau, für die er in der Saison 2010/11 27 Partien absolvierte. Im Sommer 2011 erhielt er einen festen Vertrag bei den Eispiraten. Während der laufenden Spielzeit wurde der Stürmer bis Saisonende an die Grizzly Adams Wolfsburg ausgeliehen, zur Saison 2012/13 gab der DEL-Klub die feste Verpflichtung Pohls im Rahmen eines Zweijahresvertrages bekannt. Nach Ablauf seines Vertrages wechselte der Angreifer zu den Hamburg Freezers und unterschrieb dort einen Kontrakt bis 2015.
Die Saison 2015/16 begann er bei den Schwenninger Wild Wings, ehe er im Januar 2016 zu den Eispiraten aus Crimmitschau zurückkehrte. Bereits in seiner ersten vollständigen Spielzeit bei den Eispiraten in der Saison 2016/17 war er deren erfolgreichster Scorer und hatte somit einen entscheidenden Anteil daran, dass der Eishockeyverein aus Sachsen in den Play-downs die Spielklasse gegen die Starbulls Rosenheim halten konnte. Auch die folgenden sechs Spielzeiten lief er für Crimmitschau in der DEL2 auf das Eis und war dabei immer einer der punktbesten Spieler seiner Mannschaft. Somit war er zum Zeitpunkt seines Vereinswechsels nach der Spielzeit 2022/23 mit 330 Punkten sowie 104 Toren der erfolgreichste Spieler des Vereins in diesen Statistiken. In seiner letzten Spielzeit für die Eispiraten erzielte er noch den entscheidenden Treffer zur 3:2-Führung in der Play-down Serie gegen die Bayreuth Tigers. Zur Saison 2023/24 wechselte Pohl in die Oberliga und schloss sich dort den Hannover Scorpions an. Nach einer Saison bei den Scorpions erfolgte bereits der nächste Wechsel zu den Rostock Piranhas für die Saison 2024/25.

### International
Im Sommer 2008 stand er zudem im Kader der deutschen Juniorennationalmannschaft, mit der er im gleichen Jahr an der U18-Weltmeisterschaft in Russland teilnahm. Dort konnte er mit dem deutschen Team das Viertelfinale und letzten Endes den fünften Platz erreichen. Der gelernte Stürmer kam in sechs Partien zum Einsatz und konnte drei Punkte erzielen sowie eine Plus/Minus-Statistik von −2 aufweisen.

## Karrierestatistik
Stand: Ende der Saison 2024/25

### International
Vertrat Deutschland bei:
- U18-Junioren-Weltmeisterschaft 2008
- U20-Junioren-Weltmeisterschaft 2009

(Legende zur Spielerstatistik: Sp oder GP = absolvierte Spiele; T oder G = erzielte Tore; V oder A = erzielte Assists; Pkt oder Pts = erzielte Scorerpunkte; SM oder PIM = erhaltene Strafminuten; +/− = Plus/Minus-Bilanz; PP = erzielte Überzahltore; SH = erzielte Unterzahltore; GW = erzielte Siegtore; 1 Play-downs/Relegation; Kursiv: Statistik nicht vollständig)